# Hedyosmum domingense
Hedyosmum domingense är en tvåhjärtbladig växtart. Hedyosmum domingense ingår i släktet Hedyosmum och familjen Chloranthaceae.

## Underarter
Arten delas in i följande underarter:
- H. d. cubense
- H. d. domingense